# Gran Premio de San Francisco
El Gran Premio de San Francisco fue una carrera ciclista profesional que se disputaba por las calles de San Francisco, en California, Estados Unidos.
Era una carrera de un solo día que se disputaba a principios del mes de septiembre. Comenzó a disputarse en 2001 dentro de la categoría 1.4, en 2002 ascendió a 1.3 y en 2005 con la creación de los Circuitos Continentales UCI fue encuadrada en la categoría 1.HC. 
Se disputaba sobre un circuito urbano, con las célebres calles de San Francisco como escenario, cuyas fuertes pendientes marcaban el recorrido.
En sus 5 ediciones fue denominada de distintas maneras, BMC San Francisco GP (2001), San Francisco GP (2002) y de 2003 a 2005, T-Mobile International.
El primer ganador fue el estadounidense George Hincapie y el único ciclista capaz de imponerse en más de una ocasión fue el canadiense Charles Dionne, con dos.

## Palmarés
| Año  | Ganador         | Segundo        | Tercero            |
| ---- | --------------- | -------------- | ------------------ |
| 2001 | George Hincapie | Michael Barry  | Trent Klasna       |
| 2002 | Charles Dionne  | Henk Vogels    | Massimo Giunti     |
| 2003 | Chris Horner    | Mark McCormack | Viacheslav Yekímov |
| 2004 | Charles Dionne  | Fred Rodríguez | George Hincapie    |
| 2005 | Fabian Wegmann  | John Lieswyn   | Jason McCartney    |

## Palmarés por países
| País           | Victorias |
| -------------- | --------- |
| Estados Unidos | 2         |
| Canadá         | 2         |
| Alemania       | 1         |